# Dobev
Dobev (f., tedy ta Dobev, do Dobevě, v Dobevi) je obec v okrese Písek v Jihočeském kraji. Leží mezi Pískem a Strakonicemi, osm kilometrů jihozápadně od Písku. Obec zaujímá rozlohu 21,28 km² a v 5 místních částech žije celkem přibližně 1 200 obyvatel.

## Charakter obce
Vlastní Dobev, tvořená dvěma srostlými částmi (Starou a Novou Dobeví) má protáhlý tvar, osou vsi vede silnice II/139 z Písku do Strakonic. Většina domů v Dobevi jsou stavení, v současnosti jsou zde i moderní výstavby. Protože je místní krajina rovinatá, všude v okolí Dobevi se nacházejí rybníky. Dobeví protéká Brložský potok v povodí řeky Otavy.

## Historie
Nejstarší zmínka o vsi se vztahuje k roku 1318, kdy se připomíná v majetku jistého Albery z Dobevi (Albera de Dobeu). Po jeho smrti měli ves v držení jeho synové. Poté se majitelé střídali. Po roce 1530 se stal majitelem Jindřich ze Švamberka, který ves připojil k svému kestřanskému panství. V roce 1700 bylo kestřanské panství prodáno. Jeho majitelé Schwarzenbergové ves připojili k protivínskému panství až do roku 1848. V letech 1790–1800 nechal hrabě Josef Adolf Schwarzenberg postavit 36 domů pro plavce dříví na Otavě a tak vznikla Nová Dobev. Poslední zářijovou sobotu (24. září 2022) byl na křižovatce silnic do Písku, u obce Dobev a osady Oldřichov požehnán obnovený kříž. Požehnal jej P. Viktor Jaković, rektor kostela Povýšení svatého Kříže v Písku. Jak uvedl Petr Pavel Hanus (kostelník u svatého Jiljí v Heřmani u Písku + zvoník a ponocný ve Skalách, který opravu zorganizoval), kříž stojí v blízkosti místa, kde před 143 lety,v sobotu 13. prosince 1879, tragicky zahynul František Špírek, vozka právovárečného pivovaru v Písku,jedoucí s nákladem do Volyně. V roce 1888, kdy Královské město Písek navštívil císař František Josef I. (vládl 1848–1916, do smrti), nechala rodina Špírků na paměť tragédie postavit v blízkosti místa nehody žulový kříž, z něho se do roku 2021 dochovalo jen torzo. V létě 2021 oslovil Petra P. Hanuse písecký učitel M. Sekyrka s prosbou,aby pomohl kříž zachránit. Ten se opravám a záchranám křížů na Písecku věnuje(ve svém volném čase a s podporou své rodiny) již 12 let, tento kříž byl již jeho 25. dílem. Podle M. Sekyrky je P.Hanus pro opravu křížků zapálený, protože díky jejich obnovování uvěřil v Boha. A dodal, že se u nich může kdokoliv zastavit a uvěřit v Boha jako on.
Roku 1850 vznikla obec Dobev, ke kterému patří vesnice Nová Dobev a Stará Dobev. Roku 1880 byla celá obec Dobev přejmenována na Stará Dobev. Roku 1963 byla celá obec Stará Dobev přejmenována na původní název Dobev.

## Obyvatelstvo
| Rok            | 1869  | 1880  | 1890  | 1900  | 1910  | 1921  | 1930  | 1950 | 1961 | 1970 | 1980 | 1991 | 2001 | 2011 | 2021 |
| -------------- | ----- | ----- | ----- | ----- | ----- | ----- | ----- | ---- | ---- | ---- | ---- | ---- | ---- | ---- | ---- |
| Počet obyvatel | 1 382 | 1 345 | 1 364 | 1 399 | 1 310 | 1 246 | 1 190 | 920  | 935  | 795  | 719  | 663  | 699  | 820  | 985  |
| Počet domů     | 174   | 189   | 225   | 224   | 226   | 226   | 242   | 255  | 233  | 227  | 228  | 249  | 280  | 333  | 404  |

## Obecní správa

### Místní části
Obec Dobev se skládá z pěti částí na třech katastrálních územích. Údaje z let 2012–2013:
- Malé Nepodřice (68 domů, 114 obyvatel), katastrální území Nepodřice
- Nová Dobev (80 domů, 178 obyvatel), k. ú. Stará Dobev
- Oldřichov (70 domů, 127 obyvatel), k. ú. Oldřichov u Písku
- Stará Dobev (86 domů, 279 obyvatel), i název k. ú.
- Velké Nepodřice (62 domů, 140 obyvatel), k. ú. Nepodřice

### Obecní symboly
Znak a vlajka byly obci uděleny rozhodnutím předsedy Poslanecké sněmovny Parlamentu České republiky dne 4. března 2014.

## Pamětihodnosti
- Kostel svatého Brikcí, původně gotický z konce 14. století (dochovaný presbytář), loď přestavěná v polovině 18. století.
- U kostela se nachází hřbitov. Na hřbitově se nalézá celá řada cenných litinových křížů. Dominantou hřbitova je vysoký železný kříž. V ohradní zdi hřbitova se nalézá kaple se sochou svatého Jana Nepomuckého z roku 1884.[5]
- Na prostranství před kostelem je pomník obětem první světové války.
- Výklenková kaple z první poloviny 18. století se nachází těsně za obcí vlevo u komunikace do Kestřan. Je zasvěcená Nejsvětější Trojici.[10]
- Klasicistní most spojuje Starou a Novou Dobev. Na mostě se nachází litinový kříž po celkové opravě (v roce 2013). Na spodním kamenném podstavci kříže je uvedena datace 1850.[5]
- Starobylá sýpka ve Staré Dobevi u domu čp. 7.[5]
- Klasicistní dvojdomky, které jsou k sobě postavené podélnou stranou a mají společnou střechu, se nachází v Nové Dobevi po obou stranách průjezdní komunikace.[5]
- Klasicistní dům čp. 41 má ve svém štítě znak rodu Schwarzenbergů.[5]
- Před domem čp. 41 se nachází také poškozený litinový kříž.
- Další litinový kříž se nalézá v obci poblíž rybníka Divoký.
- Drobný křížek na vysokém kamenném dříku se nachází na křižovatce v obci.

Dobev byla navržena k prohlášení za vesnickou památkovou zónu.
- Jihovýchodně od Dobeve roste stromořadí památných stromů – 15 dubů na hrázi Dobevského rybníka.

## Zajímavost v obci
Nedaleko od obce se nalézá veřejné tábořiště u rybníka Stašov, které je hojně využíváno k rekreačním účelům.

## Galerie

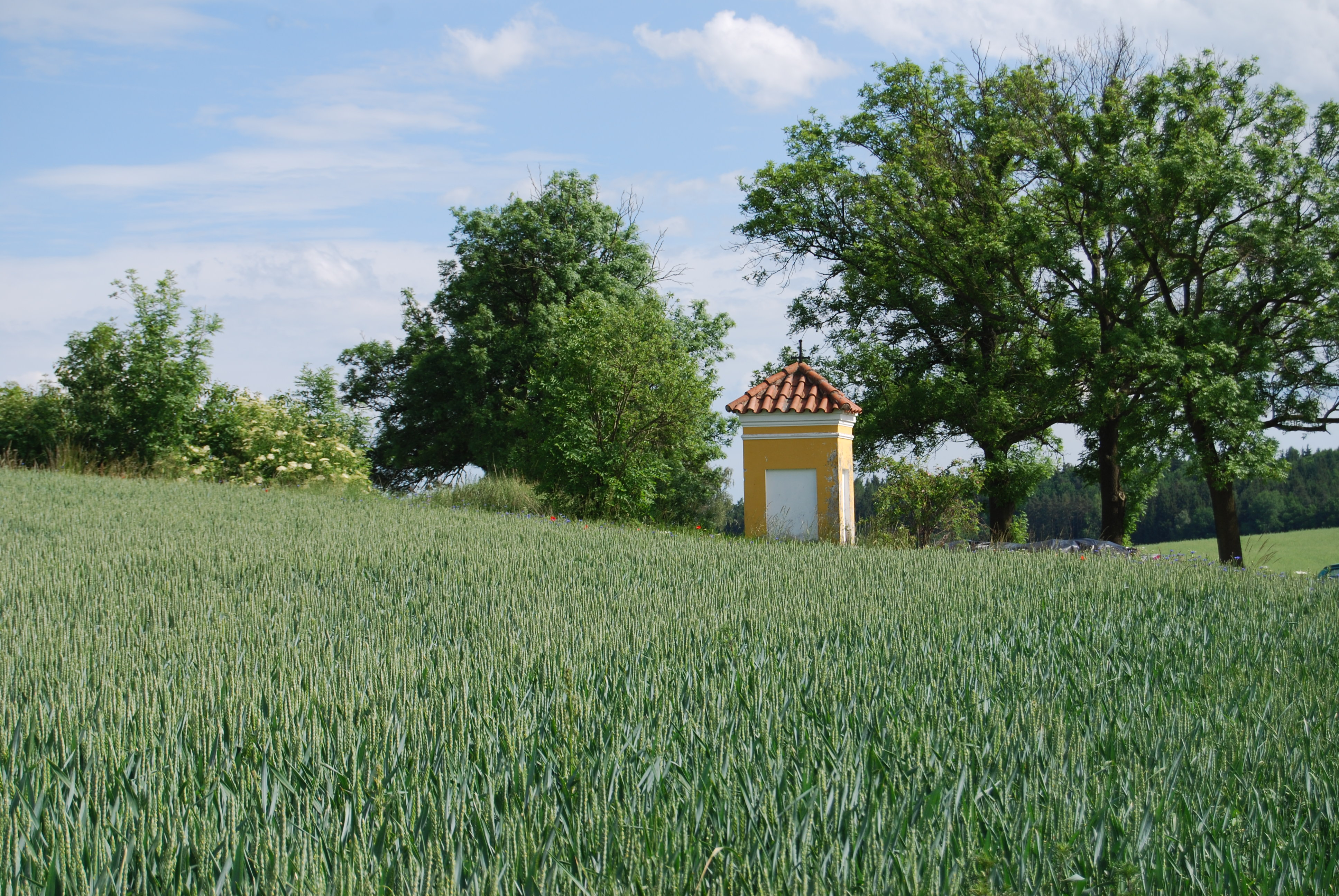
Výklenková kaple Nejsvětější Trojice
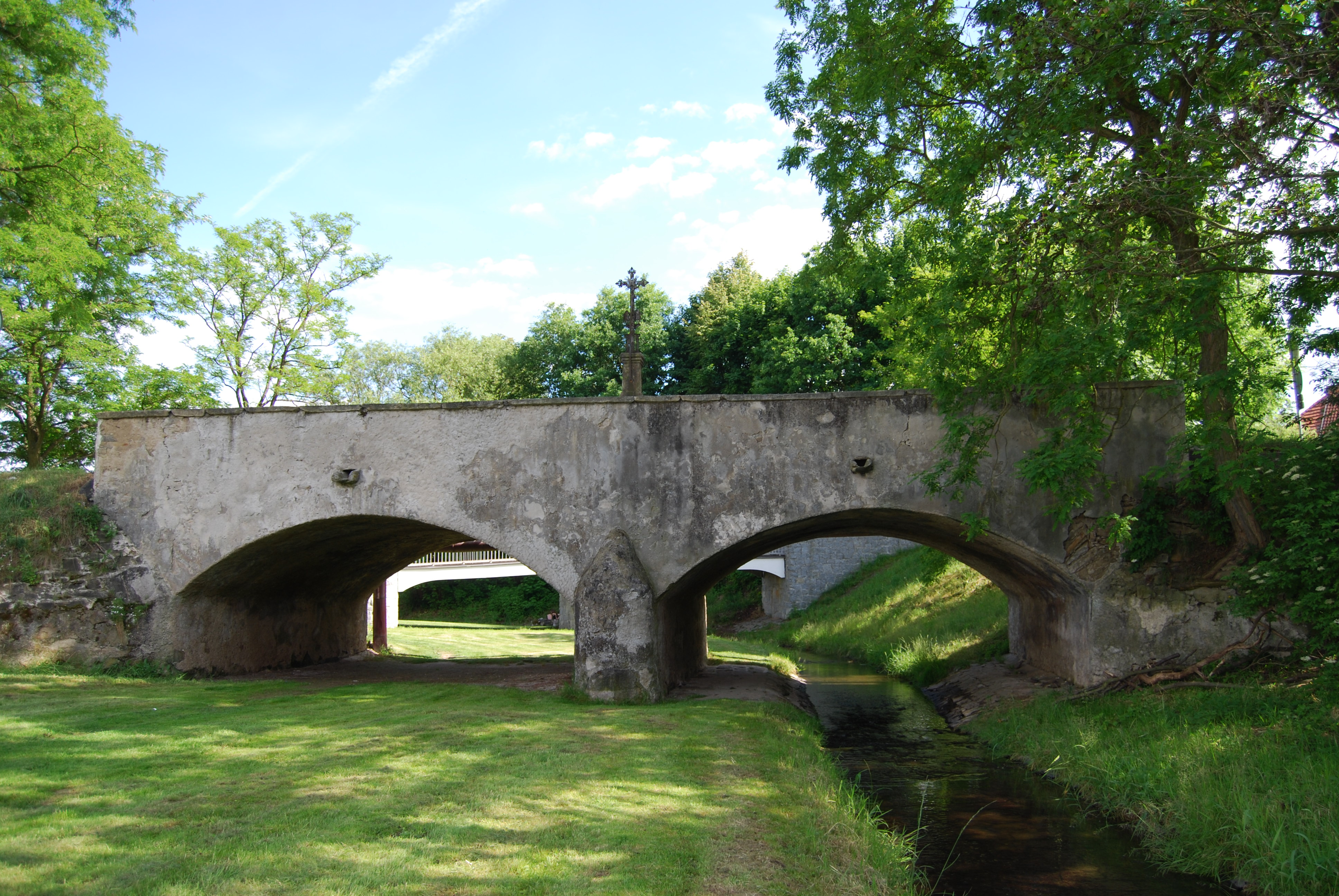
Most v obci
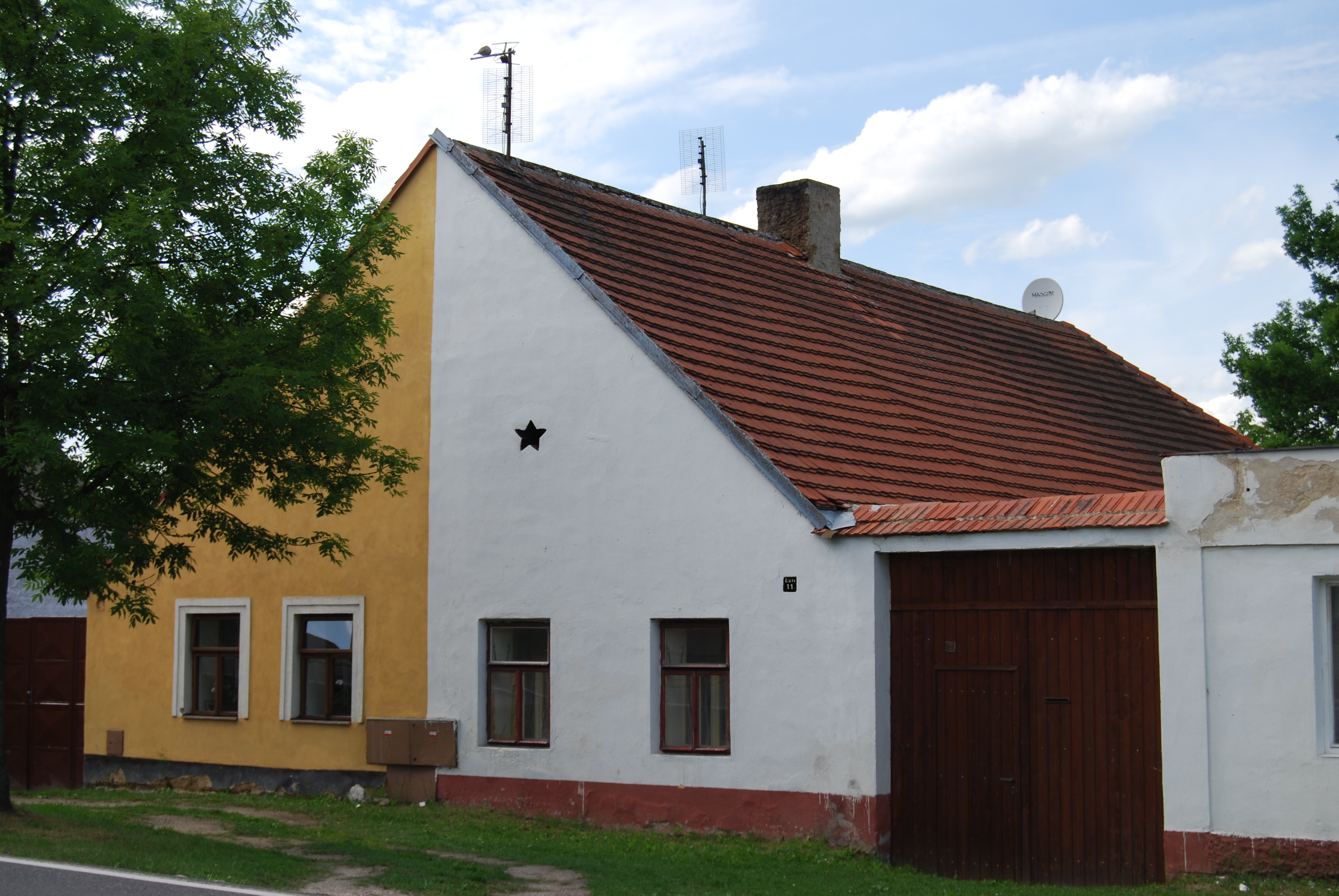
Dvojdomky v obci
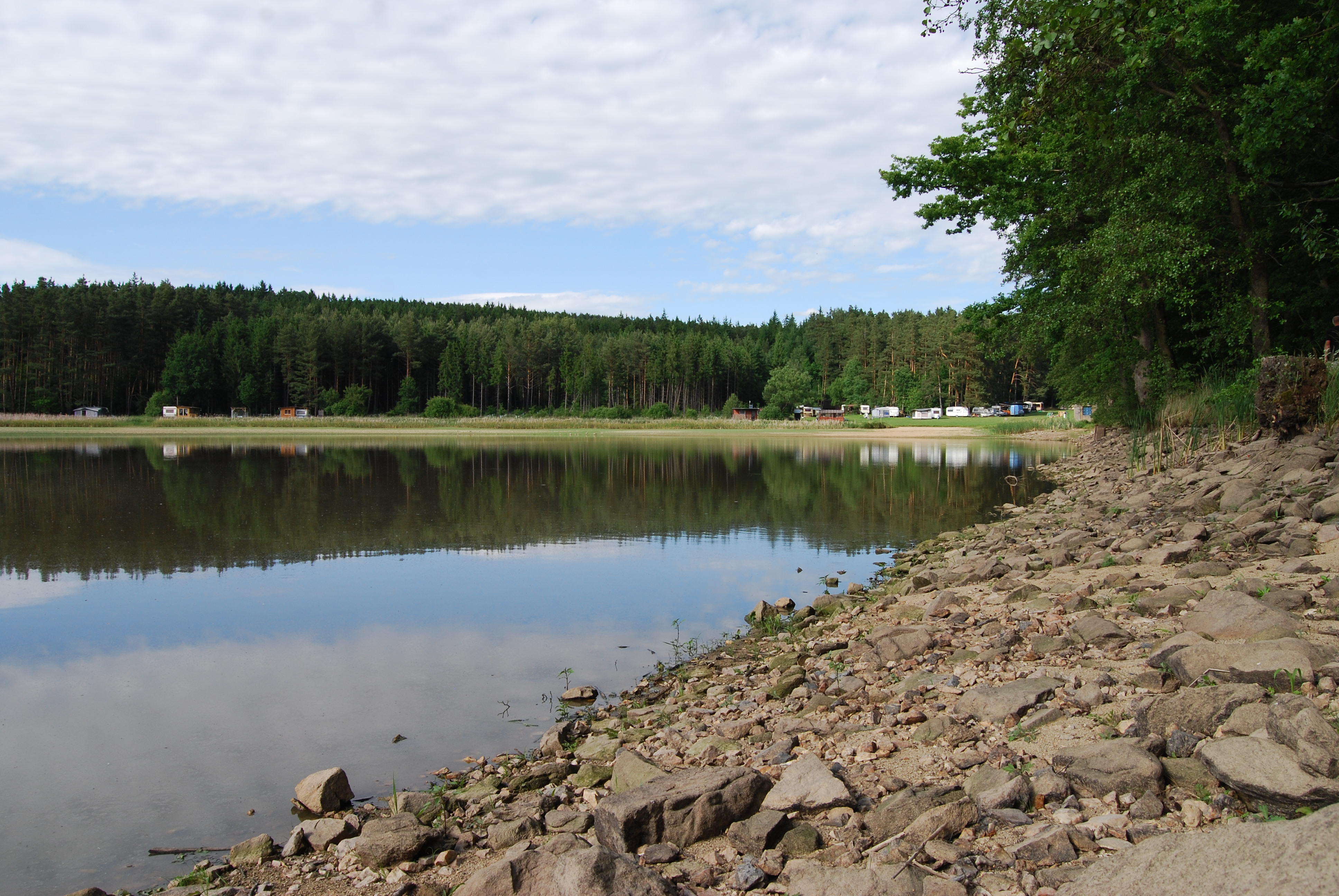
Rybník Stašov
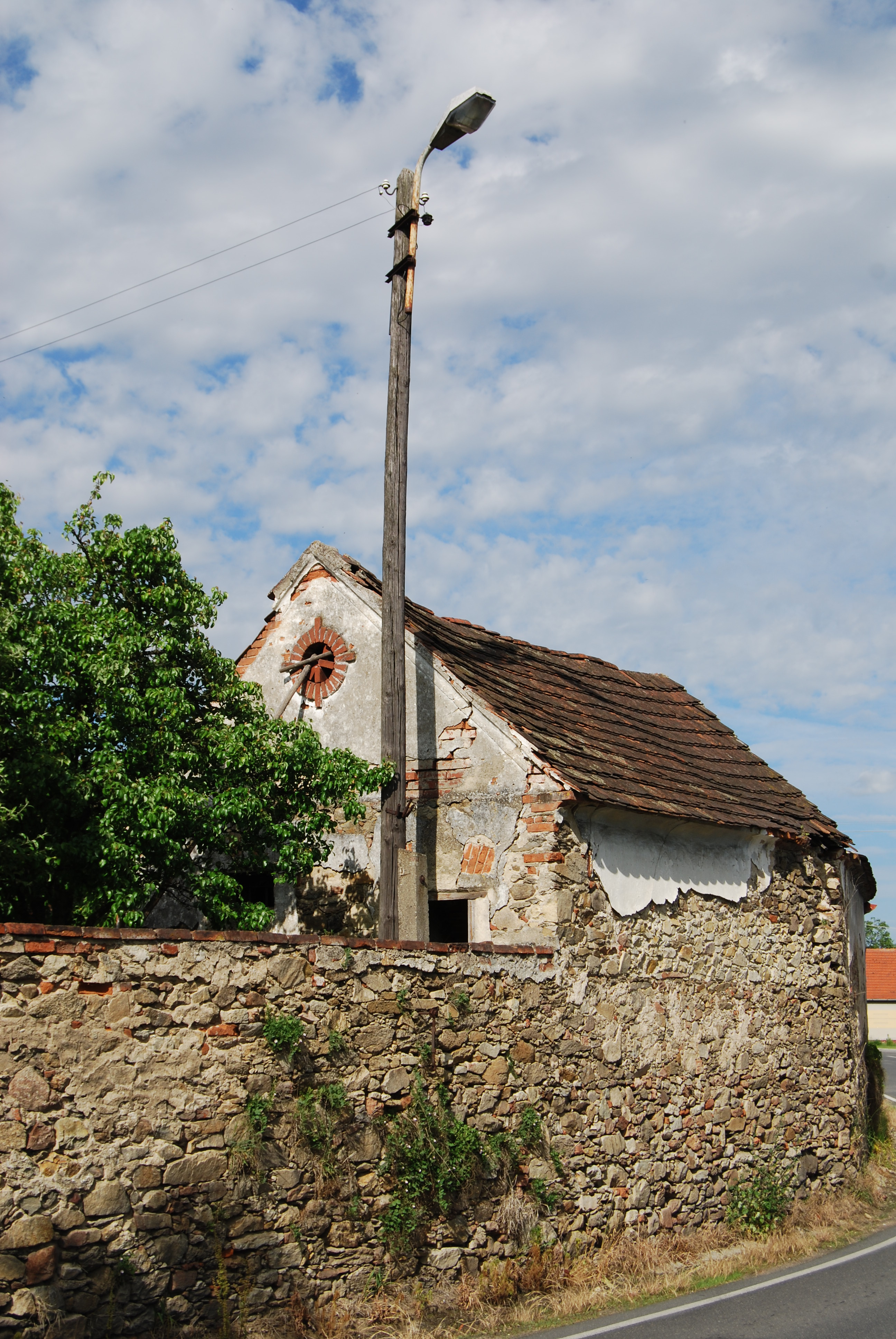
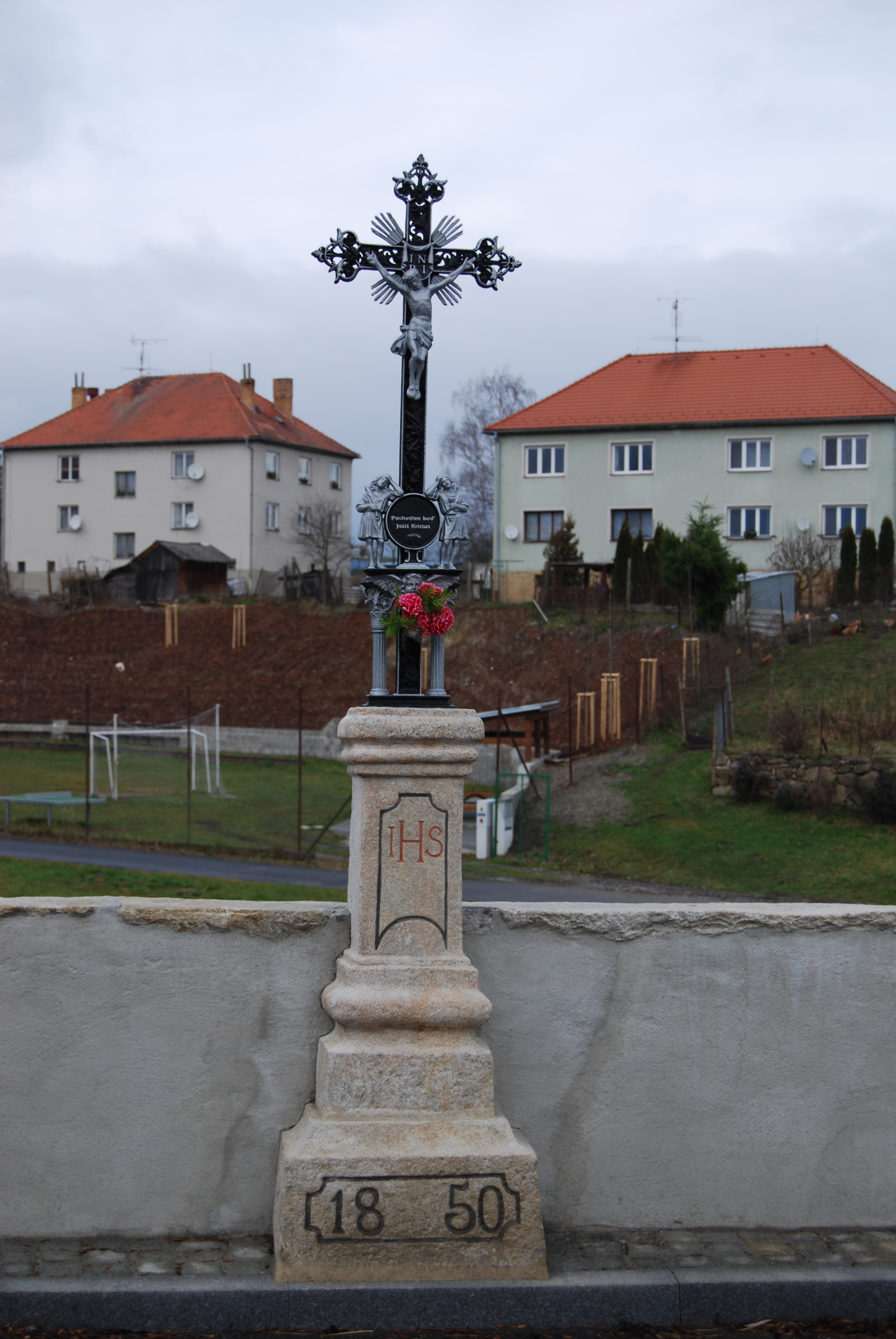
Kříž na mostě
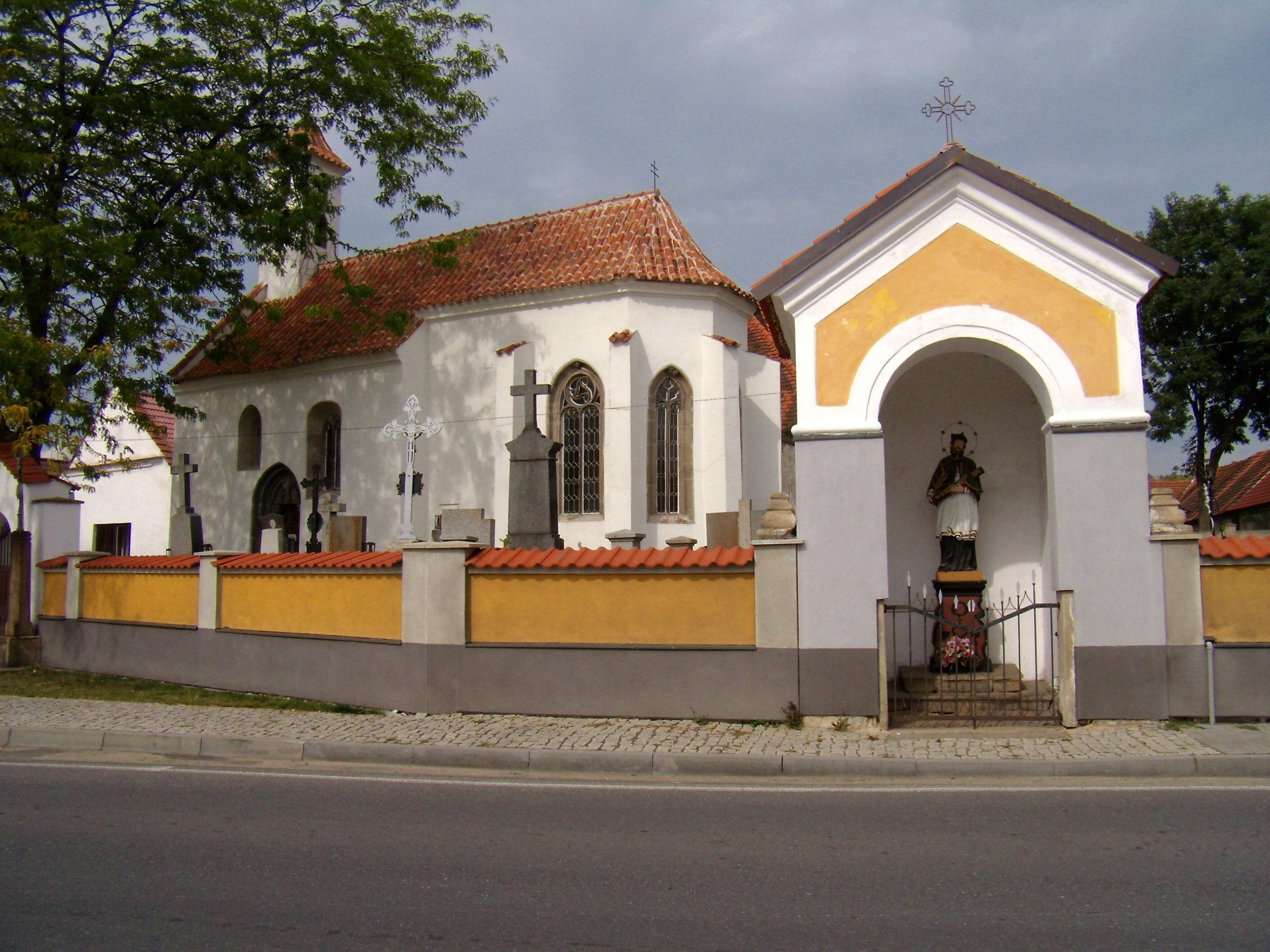
Dobev – kostel svatého Brikcí
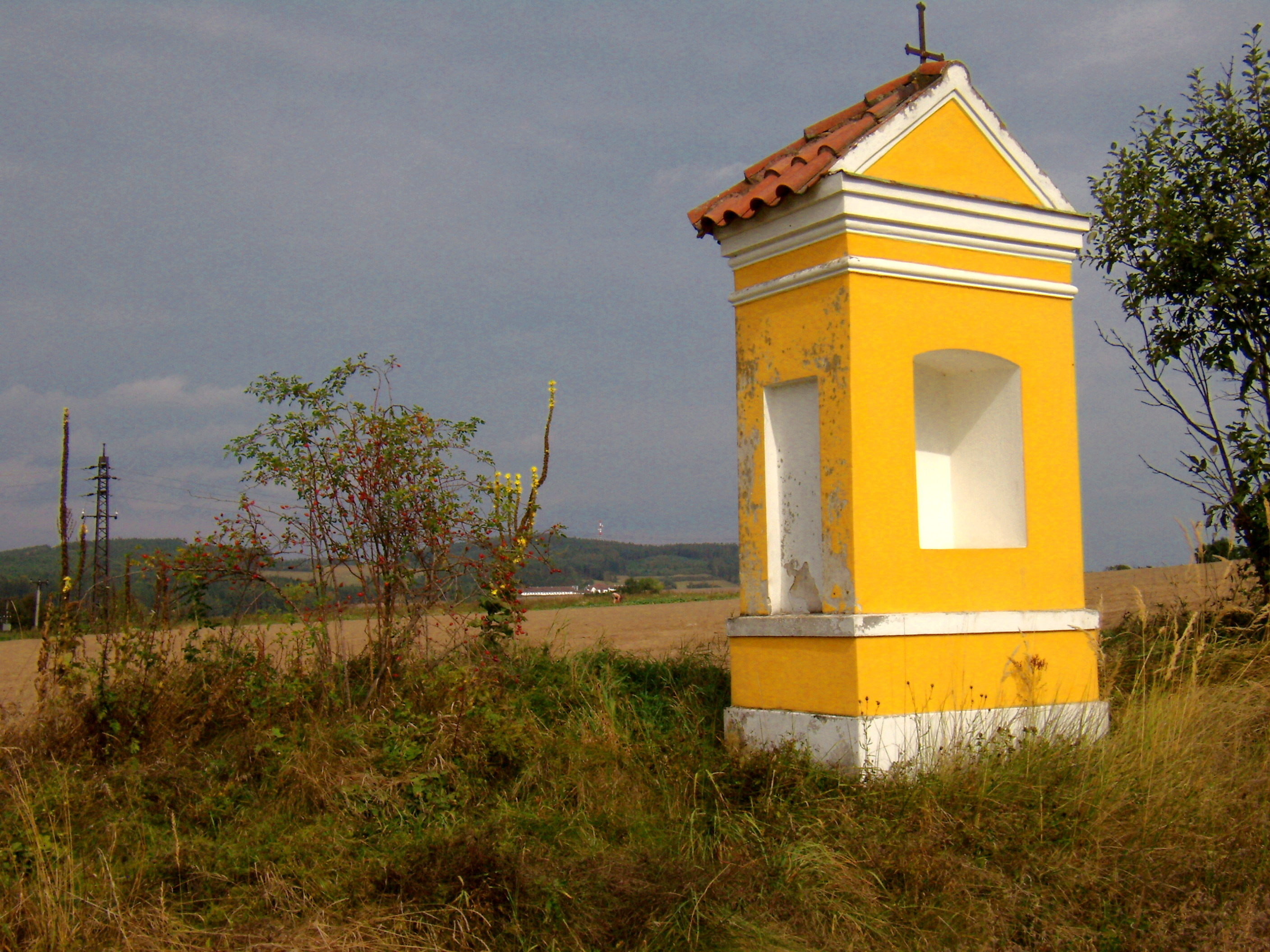
Dobev – kaplička Nejsvětější Trojice